# 叶绿素b
叶绿素b是叶绿素的其中一种，常作为光合作用的天线色素吸收光能。叶绿素b比叶绿素a多一个羰基，因此更容易溶于极性溶剂。它的颜色是黄绿色，主要吸收蓝紫光。